# Ђезе Бордаш
Ђезе Бордаш (мађ. Bordás Győző; Врбас, 5. март 1948) мађарски је издавач књига, прозни писац и уредник који живи и ствара у Новом Саду.

## Биографија
Његови родитељи су Андраш Бордаш и Ирен Тот-Бојник. Између 1955. и 1963. био је ученик основне школе у Врбасу. Од 1963. до 1967. године био је гимназијалац у Новом Саду. Између 1967. и 1972. студирао је на мађарском одсеку Факултета уметности Универзитета у Новом Саду. Између 1971. и 1976. године био је запослен у Мађар Со-у. Између 1976. и 1987. радио је као уредник књижевног часописа Híd. Од 1977. до 1980. године дипломирао је књижевност на Факултету уметности Универзитета у Новом Саду. Од 1981. до 1984. године похађао је постдипломске студије у Новом Саду. Магистрирао је 1984. године.
Између 1987–1995 и 2001–2007, био је директор и главни уредник Forum Könyvkiadó. Од 1993. био је председник меморијалне комисије Кароља Сирмаја. Члан Удружења књижевника Мађарске од 1996. године. Од 1995. до 2000. био је извршни директор Форум холдинг корпорације, а од 2007. до 2010. био је његов уредник. Од 2002. године је члан Мађарског националног савета и потпредседник његовог културног одбора. Између 2010. и 2012. године био је директор Magyar Szó Kft.
Осамдесетих година је био члан југословенске комисије сарадње са УНЕСК-ом. Члан је Друштва књижевника Војводине, где је 2016/17. обављао функцију председника друштва. Од 2016. године је председник Организационог одбора Колоније књижевника у Кањижи. Сада је члан Управног одбора новосадских књижевника. Од 2017. године члан је Друштва новосадских књижевника, чији је сада члан председништва. Дуго година је председник Савета Удружења војвођанских издавача и књижара.
Књижевношћу се почео бавити као студент, први роман је објавио тек 1992. године. Други роман је објавио 1996. под насловом Затварајуће преводнице. Следе књиге есеја Стакленик и Мастило и шрапнел, па потом роман Дезертер 2004. године. Књига сабраних новела Час Господњи излази 2008. године. Књига Врата врта из 2010 садржи новеле и есеје, као и Наша прашина из 2018. године. Са Белом Дуранцијем објавио је уметничку монографију о сликарима Јожефу и Бели Пехану, као и монографију о делу Андраша Ханђе са Отом Толнаијем.

## Приватни живот
Године 1973. оженио се Илоном Геролд са којом има два сина: Арпада (1974) и Силарда (1978).

## Дела
Објављена дела:
- A két Pechán (Два Пехана), двојезична уметничка монографија са Белом Дуранцијем, 1982.
- Beszélgetések Hangya Andrással (Разговори са сликарем Андрашом Ханђом), уметничка монографија, 1984.
- Fűzfasíp (Врбино свирало), роман, 1992.
- Csukódó zsilipek (Затварајуће преводнице), роман, 1995.
- Üvegház: Velünk történt (Стакленик: Десило нам се), књижевна публицистика, 1997.
- Ténta és repesz: Velünk történt 2 (Мастило и шрапнел: Десило нам се 2), есеји, 2001.
- Katonaszökevény (Дезертер), роман, 2004.
- Pechán József (Јожеф Пехан), уметничка монографија са Белом Дуранцијем и Ференцом Немет, 2008.
- Az Úr órája (Час Господњи), документарна проза, есеји, од 2008. у три издања.
- Kertkapu: Velünk történt 3(Врата врта: Десило нам се 3), новеле, 2010.
- A mi porunk: Velünk történt 4 (Наша прашина: Десило нам се 4), новеле, есеји, 2018.

Антологије и избори:
- Једина прича (Антологија прозе војвођанских мађарских писаца 1990–2000), Преводи Арпада Вицка, 2013.
- Аутопортрет са новелом (Панорама савремене војвођанске новеле), Избори и поговор Корнелија Фараго, проводи Арпада Вицка, 2017.

Аутор у антологијама
- A Gerard írója (Писац Жерара, поводом стогодишњице рођења Јаноша Херцега), 2009.
- Sirmai-emlékkönyv (Споменар Сирмаи - Тридесет и пет година Књижевне награде „Карољ Сирмаи“), двојезична књига Ђ. Б. са Мирославом Тепићем, 2010.
- Széchenyi István Szerbiában – 1830. (Иштван Сечењи у Србији – 1830.), дневници, документи, 2010.
- Ezüsttulipán (Сребрни тулипан), Избор из дечје поезије и прозе војвођанских мађарски аутора, 2013.
- Szentelekyre emlékezve I–II (Сећајући се на Корнела Сентелекија I–II) 2013, 2014.
- Podolszki József emlékkönyv (Споменар Јожефа Подолског), 2018.

## Награде и признања
- Pro Cultura Hungarica (1996).
- Награда Шандор Мараи (2003).
- Награда Корнел Сентелеки (2005).
- Награда Карољ Сирмаи (2008).
- Мађарски златни крст за заслуге (2021).
- Награда Јанош Херцег (2023).